# Harry Pollitt

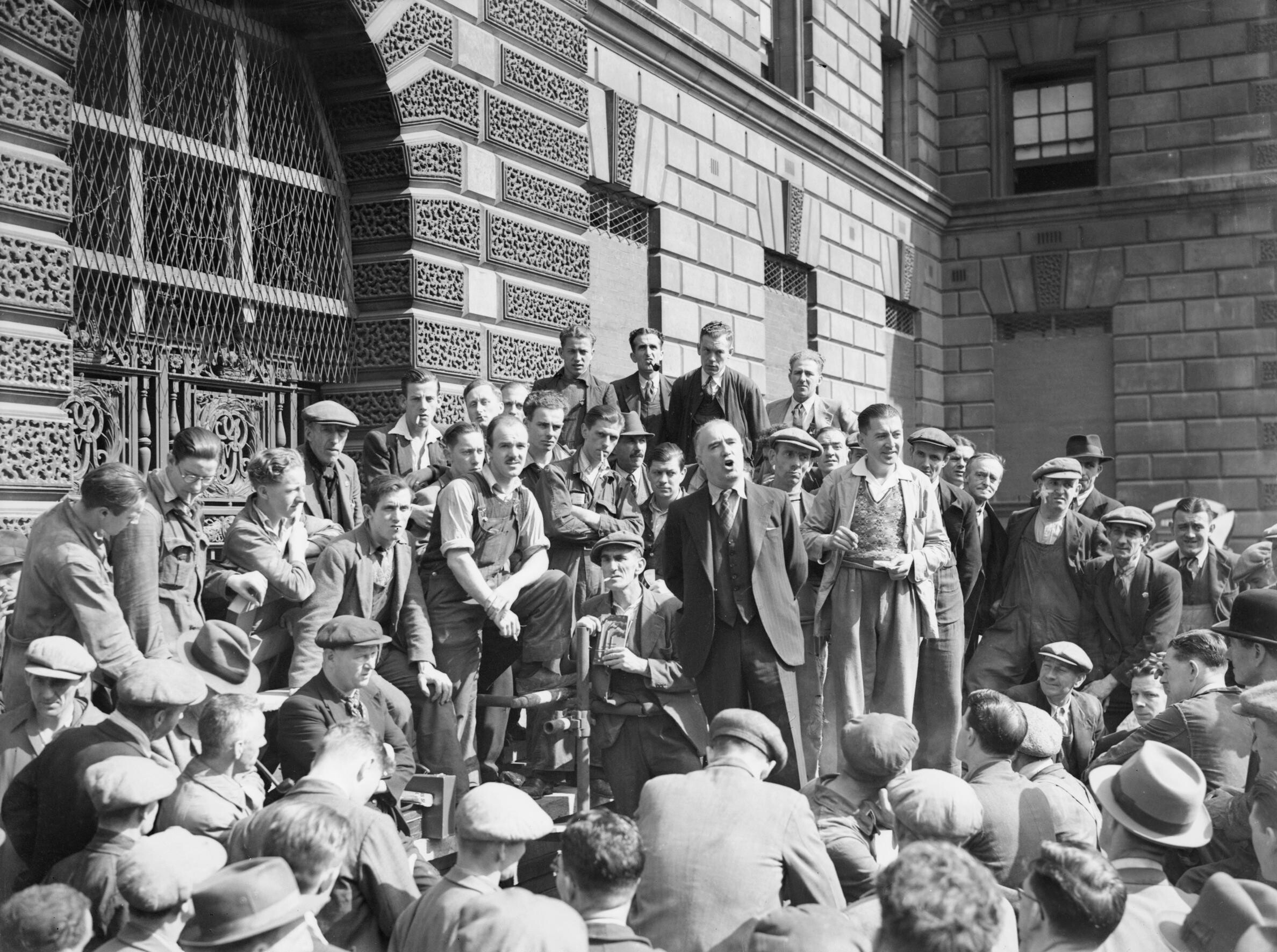
Harry Pollitt talar till arbetare i Whitehall, centrala London år 1941.

Harry Pollitt, född 22 november 1890 i Droylsden i Lancashire i England, död 27 juni 1960, var en brittisk politiker (kommunist). Han var åren 1929–39 och 1941–56 generalsekreterare av Storbritanniens kommunistiska parti och åren 1956–60 styrelseordförande för partiet.
Harry Pollitts far var fabriksarbetare och fackföreningsmedlem och modern var vävare. Vid 13 års ålder lämnade han skolan och började istället arbeta vid den lokala textilfabriken och blev grovplåtslagare och ledare för grovplåtslagarnas fackförening. Han bidrog till att grunda Storbritanniens kommunistparti 1920 och reste 1921 till Moskva för att delta i en kongress i tredje internationalen, där han mötte Vladimir Lenin. 1925 dömdes han till ett års fängelsestraff för uppvigling och uppror. 1934 frikändes han i en annan uppviglingsmål. 1929 blev han generalsekreterare för sitt parti.
Pollitt stödde entusiastiskt Storbritanniens krigsförklaring mot Tyskland den 3 september 1939; men då Ryssland invaderade Polen två veckor senare, då ryssarnas ställning ändrades, hamnade Pollitt i en pinsam självmotsägelse. Han avlägsnades från posten som generalsekreterare. Till följd av krigsutbrottet mellan Tyskland och Sovjetunionen i juni 1941 blev han åter generalsekreterare för sitt parti.
Han hamnade åter i motvind 1956 när han hyllade Stalin, då hade den hemliga tjugonde partikongressen i Moskva fördömt den dåvarande sovjetiske ledaren. Pollitt avsattes återigen och den här gången fick han den lägre posten som styrelseordförande för partiet.